# Spacedust
Spacedust war ein britisches House-Projekt, bestehend aus den Produzenten Paul Glancy und Duncan Glasson.

## Hintergrund
Das Duo existierte ab 1998 wenige Jahre. Hauptprojekt war das Neueinspielen bekannter Titel des House-Genres. Mit dem Titel Gym and Tonic, eine neue Version von Bob Sinclars Gym & Tonic, gelangten sie auf Platz 1 der britischen Charts. Da der Originaltitel Stimmen-Samples von Jane Fonda enthält, durfte dieser offiziell nicht veröffentlicht werden.